# Natasha Farinea
Natasha Odara Azevedo Cruz Farinea est une joueuse brésilienne de volley-ball  née le 8 février 1986 à Porto Murtinho. Elle mesure 1,88 m et joue au poste de centrale. 

## Clubs
| Club                       | De        | À         |
| -------------------------- | --------- | --------- |
| São Caetano EC             | 2004-2005 | 2008-2009 |
| Minas Tênis Clube          | 2009-2010 | 2011-2012 |
| Campinas Voleibol Clube    | 2012-2013 | 2012-2013 |
| Rio de Janeiro Volêi Clube | 2013-2014 | 2013-2014 |
| Praia Clube                | 2014-2015 | 2017-2018 |
| Osasco Voleibol Clube      | 2018-2019 | 2018-2019 |
| Fluminense Football Club   | 2019-2020 | …         |

## Palmarès

### Équipe nationale
- Coupe panaméricaine
  - Finaliste : 2012.
- Championnat du monde des moins de 20 ans
  - Vainqueur : 2005.

### Clubs
- Championnat du Brésil
  - Vainqueur : 2014, 2018.
  - Finaliste : 2016.
- Coupe du Brésil
  - Finaliste : 2008, 2016, 2018.
- Championnat du monde des clubs
  - Finaliste : 2013.
- Supercoupe du Brésil
  - Finaliste : 2016, 2018.
- Championnat sud-américain des clubs
  - Finaliste : 2017.

### Distinctions individuelles
- Coupe panaméricaine de volley-ball féminin 2012: Meilleure contreuse.